# Circuito del Carnaro

Franco Cortese arrivò secondo nel primo Circuito del Carnaro

Il circuito del Carnaro fu una competizione automobilistica effettuata una sola volta nel 1939 ad Abbazia, nell'Istria orientale allora facente parte del Regno d'Italia

## Vicende storiche
Il primo (ed unico) circuito del Carnaro fu effettuato per assegnare la "coppa Mussolini" il 9 luglio 1939, e fu valido per i Campionati italiani di velocità - classe 1500 cmc. La gara fu effettuata alla periferia di Abbazia sulla strada panoramica per Fiume, su un percorso di 6 km ripetuto 25 volte fino a fare un totale di 150 km di corsa.
Il percorso era un anello che abbracciava la strada rivierasca da un lato inferiore e quella superiore nel comune di Mattuglie dal lato settentrionale. Infatti si sviluppava su strade normalmente aperte al traffico veicolare e per buona parte era su una litoranea (proprio su quest'ultima erano situati la linea del traguardo ed i box). Presentava 14 curve equamente divise tra sinistra e destra e veniva percorso in senso orario.
Il direttore di corsa fu Renzo Castagneto e vi parteciparono 8 concorrenti davanti a 30.000 spettatori, con il seguente ordine di arrivo:
- 1-Luigi Villoresi su Maserati 4CL
- 2-Franco Cortese su Maserati 4CL
- 3-Emilio Romano su Maserati 6CM
- 4-Giovanni Rocco su Maserati 6CM
- 5-Enrico Platé su Maserati 6CM
- 6-Pino Baruffi su Maserati 6CM
- 7-Guido Barbieri su Maserati 6CM
- 8-Paul Pietsch su Maserati 6CM

Il vincitore (di questa gara per voiturette) fu Gigi Villoresi su Maserati modello 8CTF ed alla media di 127,15 km/h., seguito da Franco Cortese su Maserati ed Emilio Romano su Maserati. Il giro più veloce fu ottenuto da Villoresi alla media oraria di km 130,75. Guido Barbieri ebbe un grave incidente nel primo giro, ma ne uscì quasi incolumo.
Nel 1940 il progettato secondo circuito del Carnaro, al quale avrebbero dovuto partecipare anche vetture tedesche, non fu disputato per il sopraggiungere della seconda guerra mondiale.
Solo nel 1946 fu riusato il circuito, ma per gare di motocicletta della Jugoslavia (in quanto Abbazia non era più italiana, essendo stata rinominata Opatija): il circuito da allora e fino al 1977 fu chiamato Opatija Circuit in serbocroato.